# Kościół św. Idziego we Wrocławiu
Kościół św. Idziego we Wrocławiu – późnoromański kościół z 1 poł. XIII wieku na wrocławskim Ostrowie Tumskim. Jest najstarszym w pełni zachowanym budynkiem Wrocławia, a zarazem najstarszym czynnym do dziś kościołem w mieście.
Należy on do parafii św. Jana Chrzciciela. Sąsiaduje od północy z wrocławską archikatedrą.

## Historia
Kościół prawdopodobnie zaczęto wznosić między latami 1220-1240 i istniał już na pewno przed 1241 rokiem. Kamienne profile cokołu kościoła przez swoje cechy stylistyczne wskazują na pochodzenie z wcześniejszej budowli, są to prawdopodobnie spolia z tzw. katedry Walterowskiej. W trakcie budowy doszło do zmiany koncepcji i zamiast półkolistej absydy zrealizowano trójboczną. Z dwóch jego portali zachował się jeden w stylu romańskim, drugi jest już renesansowy. Należy do charakterystycznego dla średniowiecznego Wrocławia typu kościołów jednofilarowych (ponadto kościoły: św. Anny, św. Piotra i Pawła, św. Aleksego) – sklepienie budynku wsparte jest pojedynczym filarem, a arkada z cegieł łączy kościół z szesnastowieczną kapitułą w stylu późnego gotyku, tworząc tzw. „Bramę Kluskową” (albo „Kluszczaną”, niem. Klösseltor). 
Po II wojnie światowej usunięto większość zmian wprowadzonych w epoce baroku, skuwając tynki zewnętrzne i rekonstruując podwójny łuk tęczowy, pozostawiono natomiast sygnaturkę.
Budynek kapituły oraz z nim sąsiadujące mieszczą Muzeum Archidiecezjalne, w którym wystawiono zbiory cennych obiektów sztuki sakralnej, a także m.in. Księgę henrykowską, egipską mumię (325 p.n.e.) i kamienne płaskorzeźby z III wieku (Syria, okolice Damaszku).

## Galeria

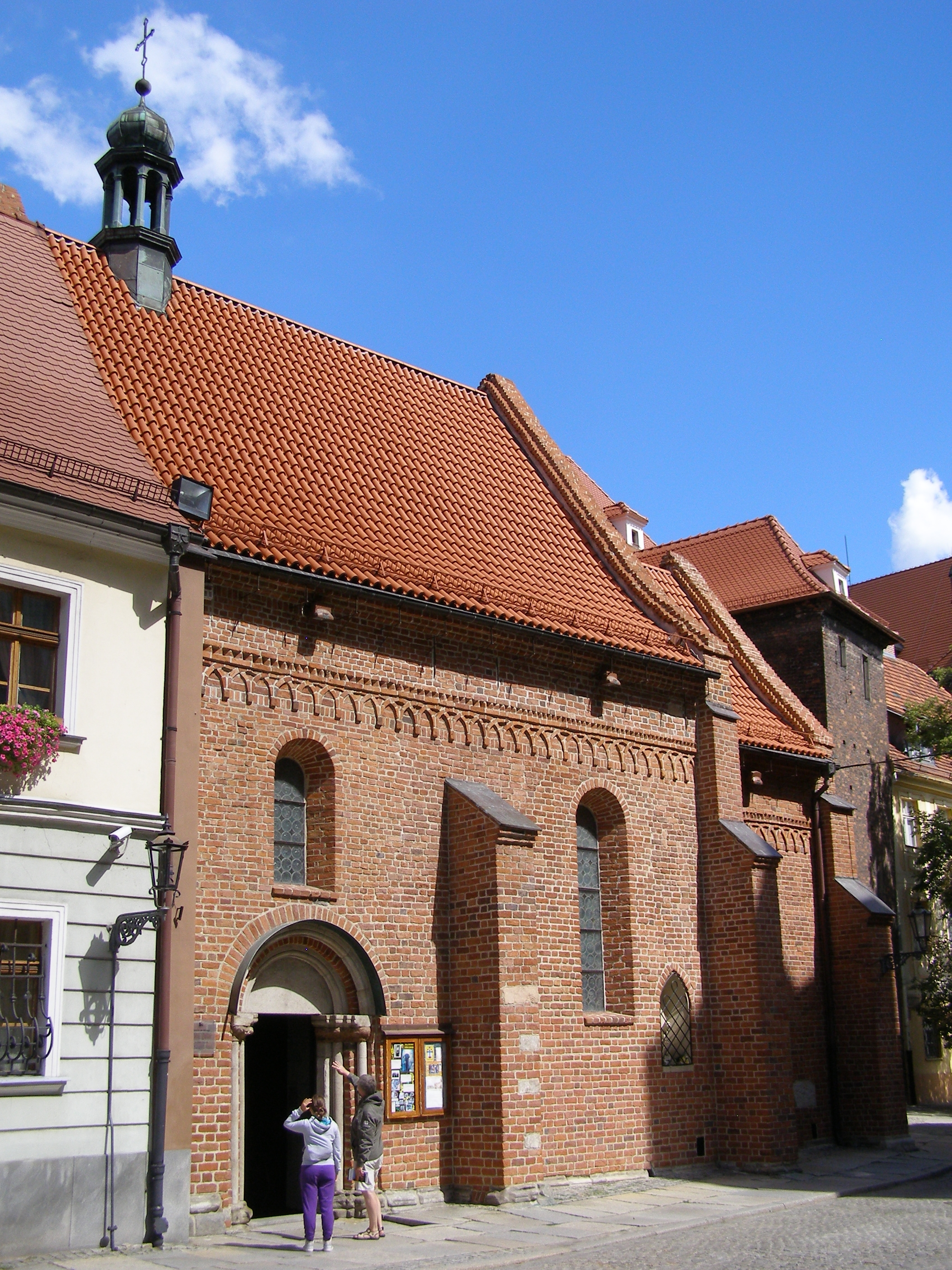
Kościół św. Idziego w stronę katedry
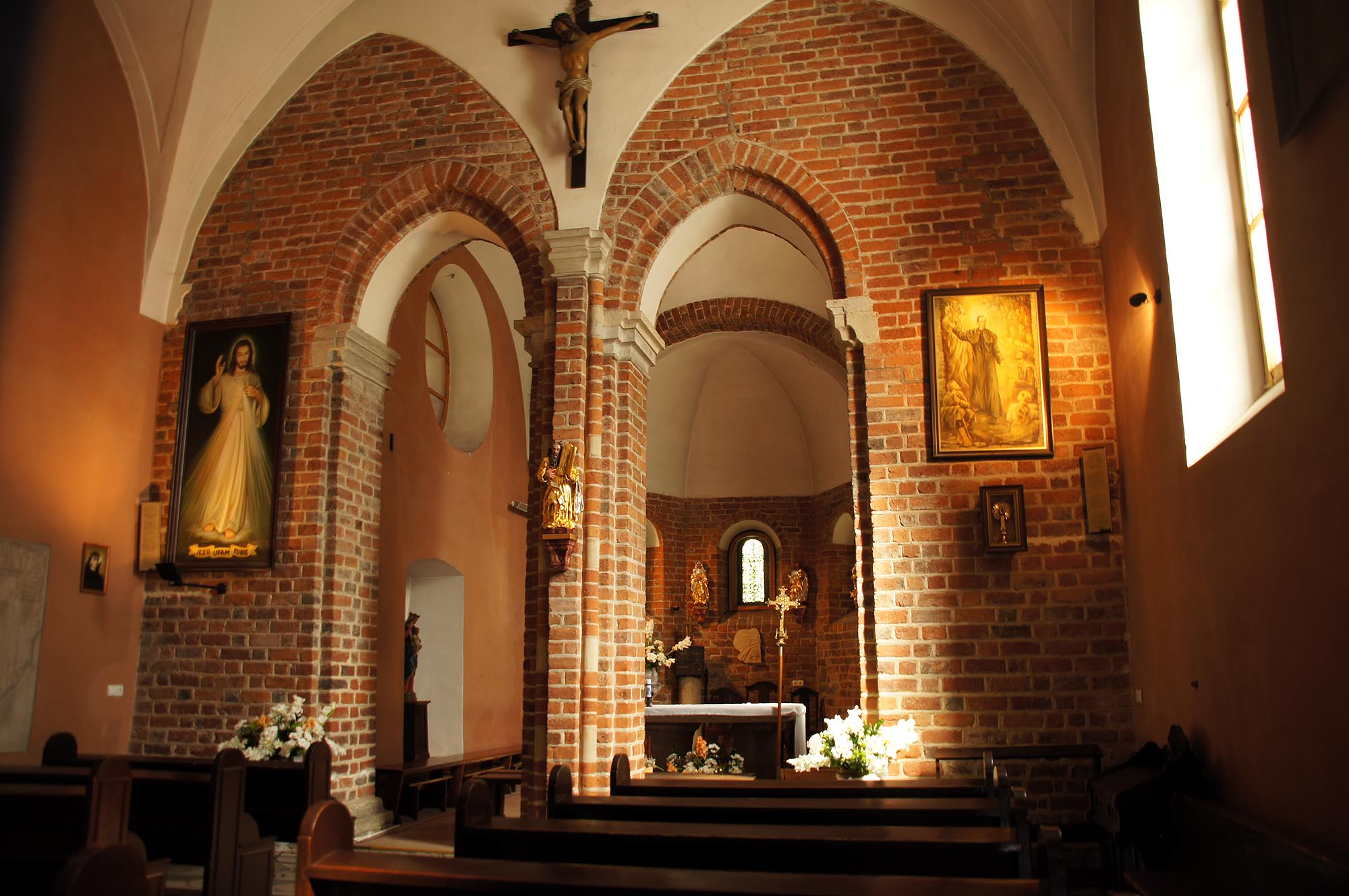
Wnętrze kościoła
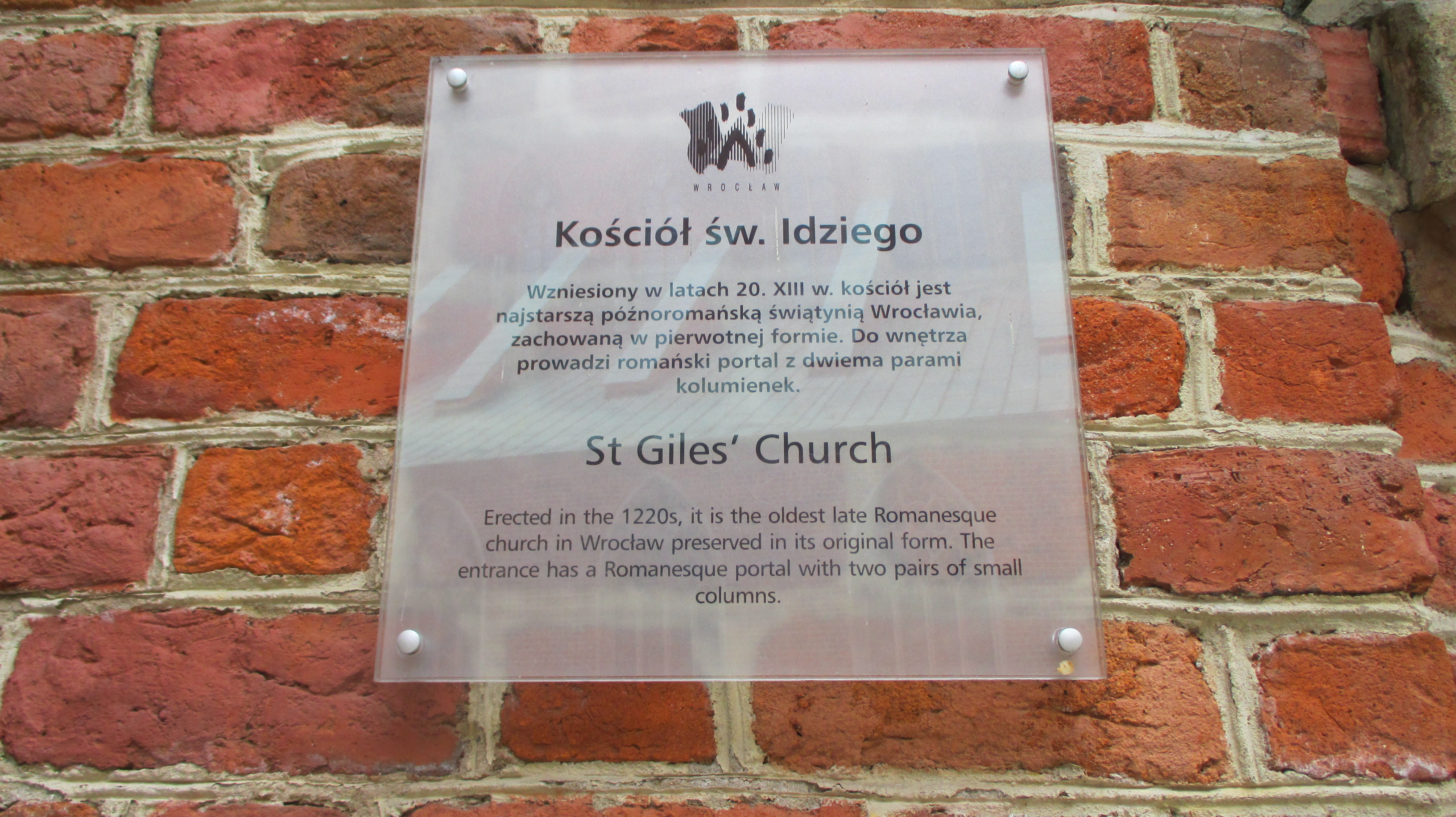
Tablica informacyjna
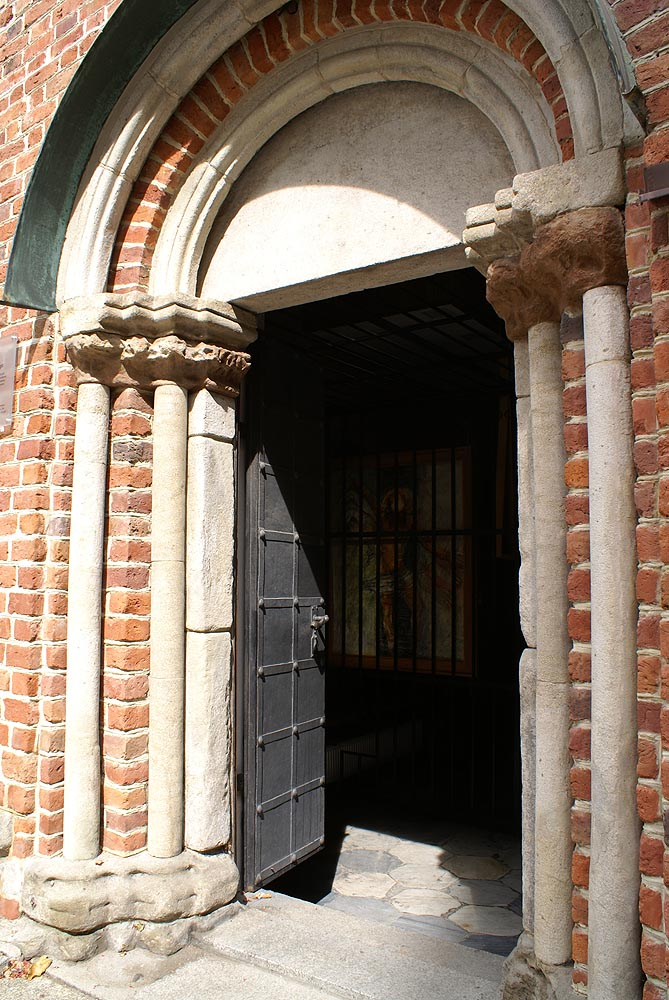
Portal
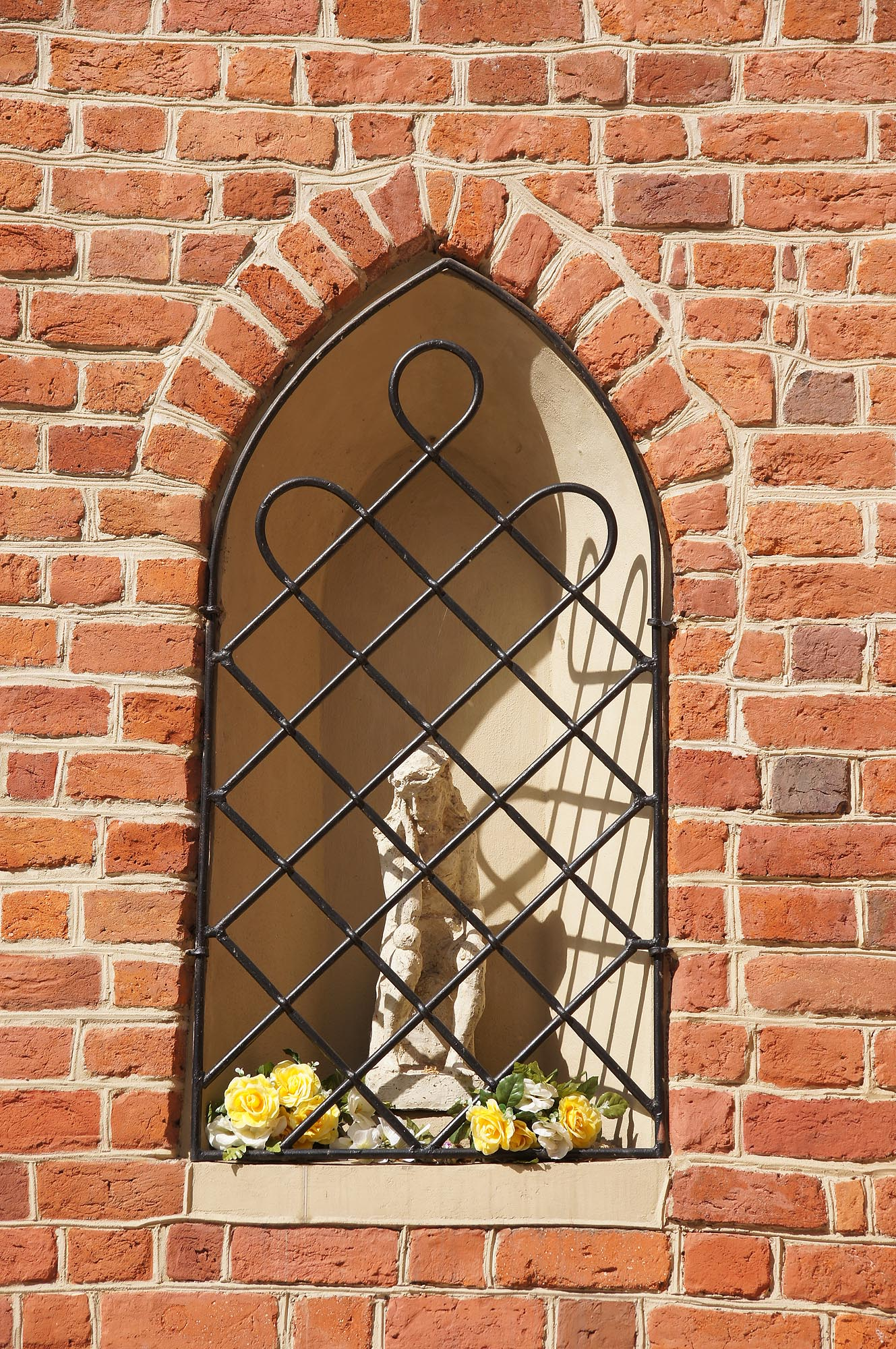
Wnęka z rzeźbą Chrystusa Frasobliwego
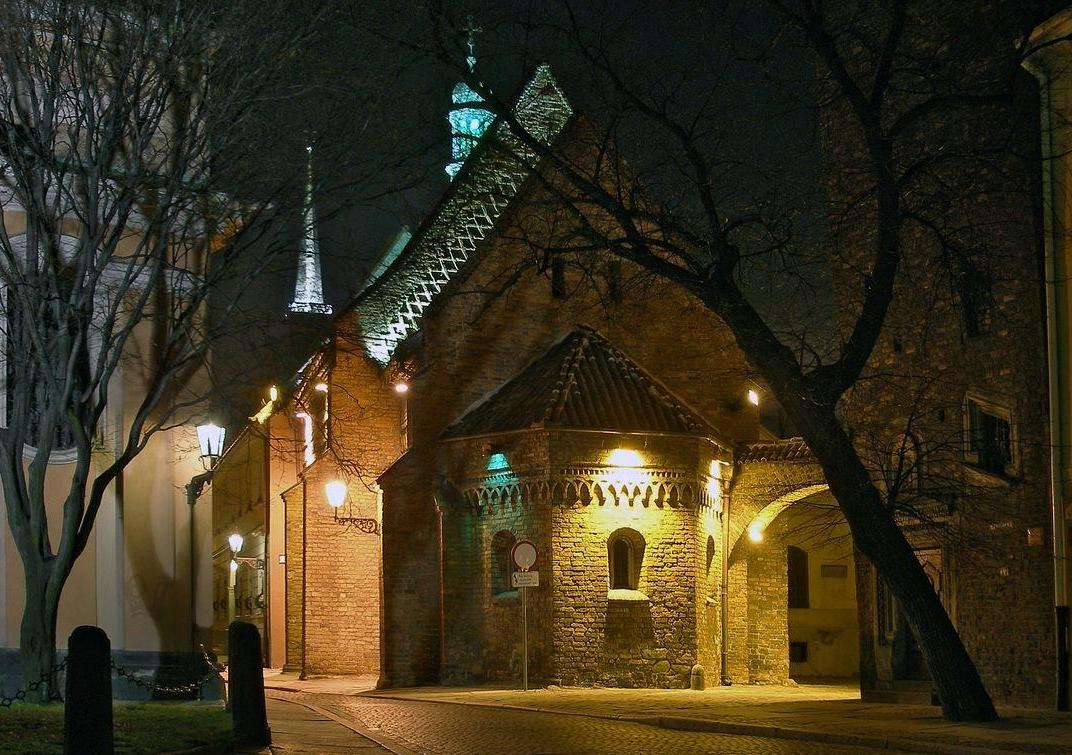
Nocą